# Honda Concerto
Honda Concerto — автомобиль, производившийся британским подразделением японского изготовителя с 1988 по 1994 год. Concerto выпускалась в двух вариантах кузова: хетчбэк и седан. Как и её предшественник, Honda Ballade, она разделила свою платформу с продуктами Rover 200 и Rover 400 компании Rover. Concerto также производилась и продавалась в Японии как модификация хетчбэка Quint и седана Ballade.
Двигатели:
- 1.4 L (SOHC carb) с 88 л. с. DIN (65 кВт)
- 1.5 L (SOHC SPI) с 90 л. с. DIN (66 кВт)
- 1.6 L (SOHC PGM-FI) с 115 л. с. DIN (85 кВт)
- 1.6 L (DOHC PGM-FI) с 131 л. с. DIN (96 кВт)
- 1.6 L (DOHC Dual Carb) с 106 л. с. DIN (80 кВт)
- 1.8 TD 1.8. Дизельный двигатель с турбонаддувом (мотор Peugeot), продававшийся только во Франции, Италии и Португалии (так как был спроектирован для Rover 200).

В Японии и других азиатских/австралийских странах, Concerto была также доступна с SOHC 1.6L, оснащённым двойным карбюратором. Также в Японии была доступна и полноприводная модификация Concerto. Позже эти разработки были применены на Honda CR-V, разработанном на платформе Civic SUV.
Единственным серьёзным отличием британских и японских Concerto является передняя подвеска: версия, производившаяся в Лонгбридже комплектовалась подвеской McPherson, а японская — подвеской с двойным поперечным рычагом.
Concerto позиционировалась, как более крупная и престижная модель, чем популярная Civic. Дизайн Concerto перекликался со старшей моделью Honda Accord (Honda Ascot в Японии) 4-го поколения.
Выпуск седана Concerto продлился до 1993 года, а в 1994 году после поглощения Rover корпорацией BMW Honda прекратила производить Concerto в Великобритании.
Заменой Concerto в Японии был Domani, который стал основой для последующих Rover 400 и Rover 45. В Европе 5-дверный хетчбэк и разновидности Domani стали продаваться под названием Civic, чтобы избежать различных наименований в среднегабаритном сегменте.

## Галерея

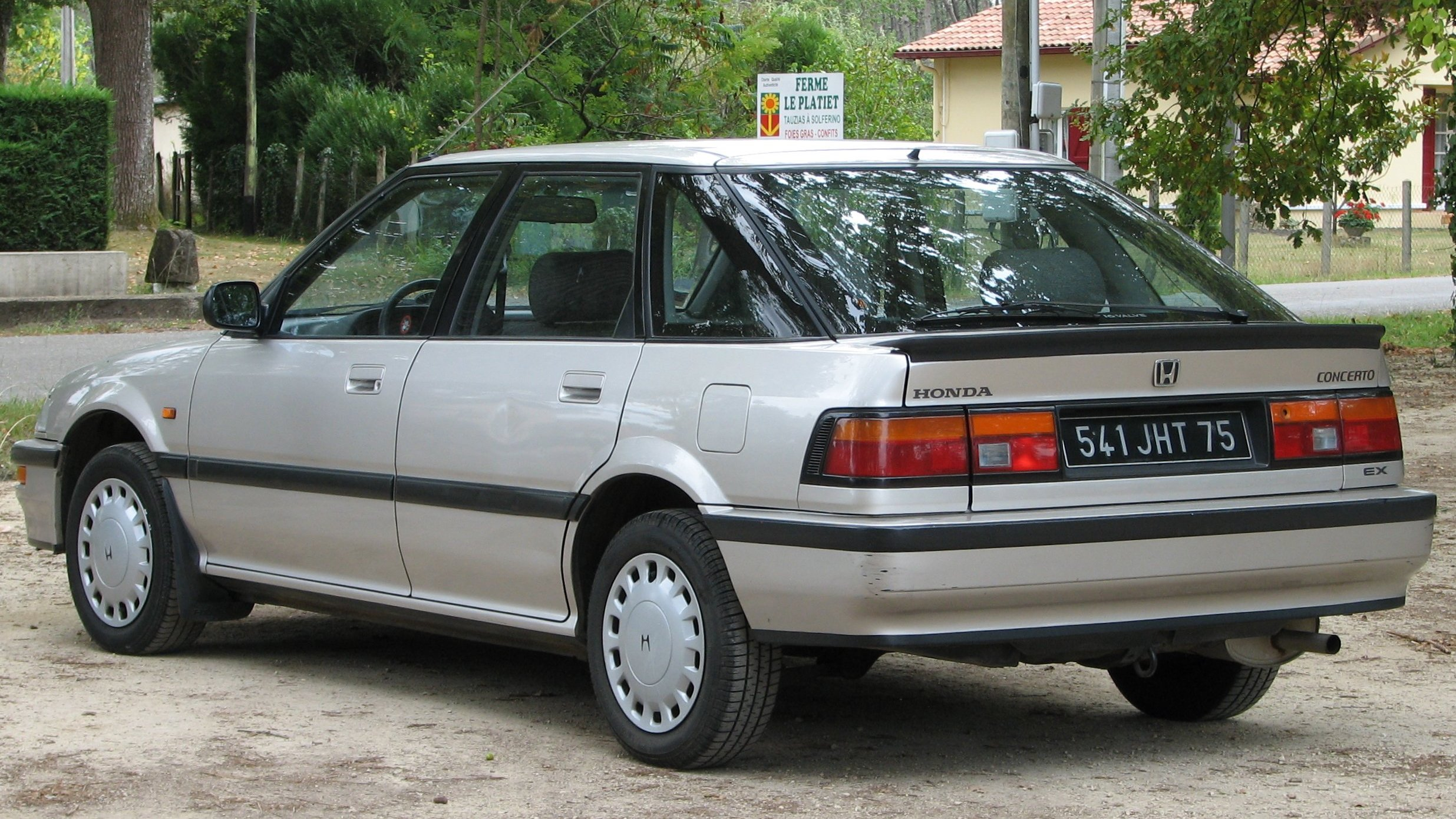
Дорестайлинговый Honda Concerto в кузове лифтбек (Европа)
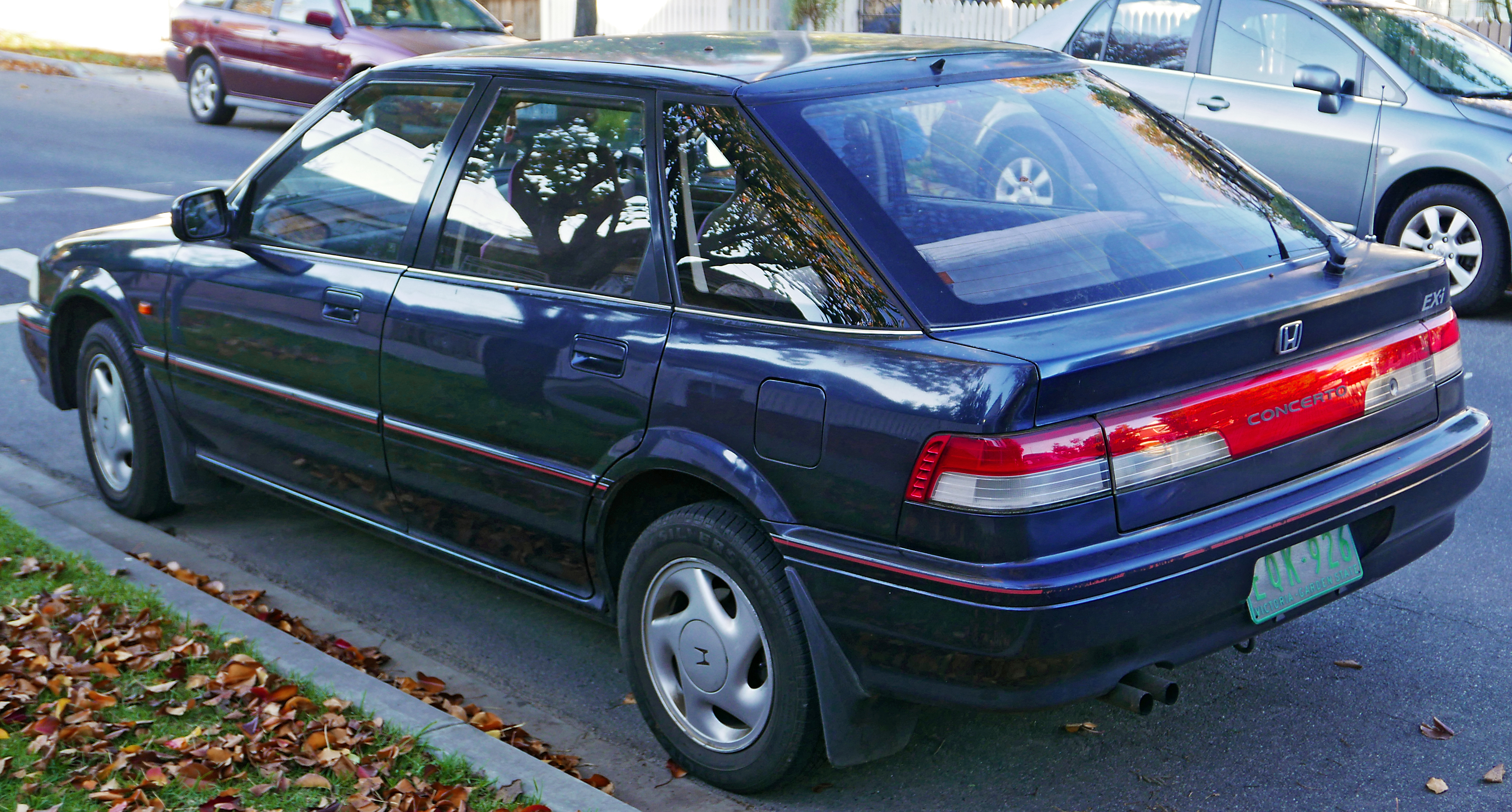
Фейслифтинговый Honda Concerto в кузове лифтбек (Австралия)
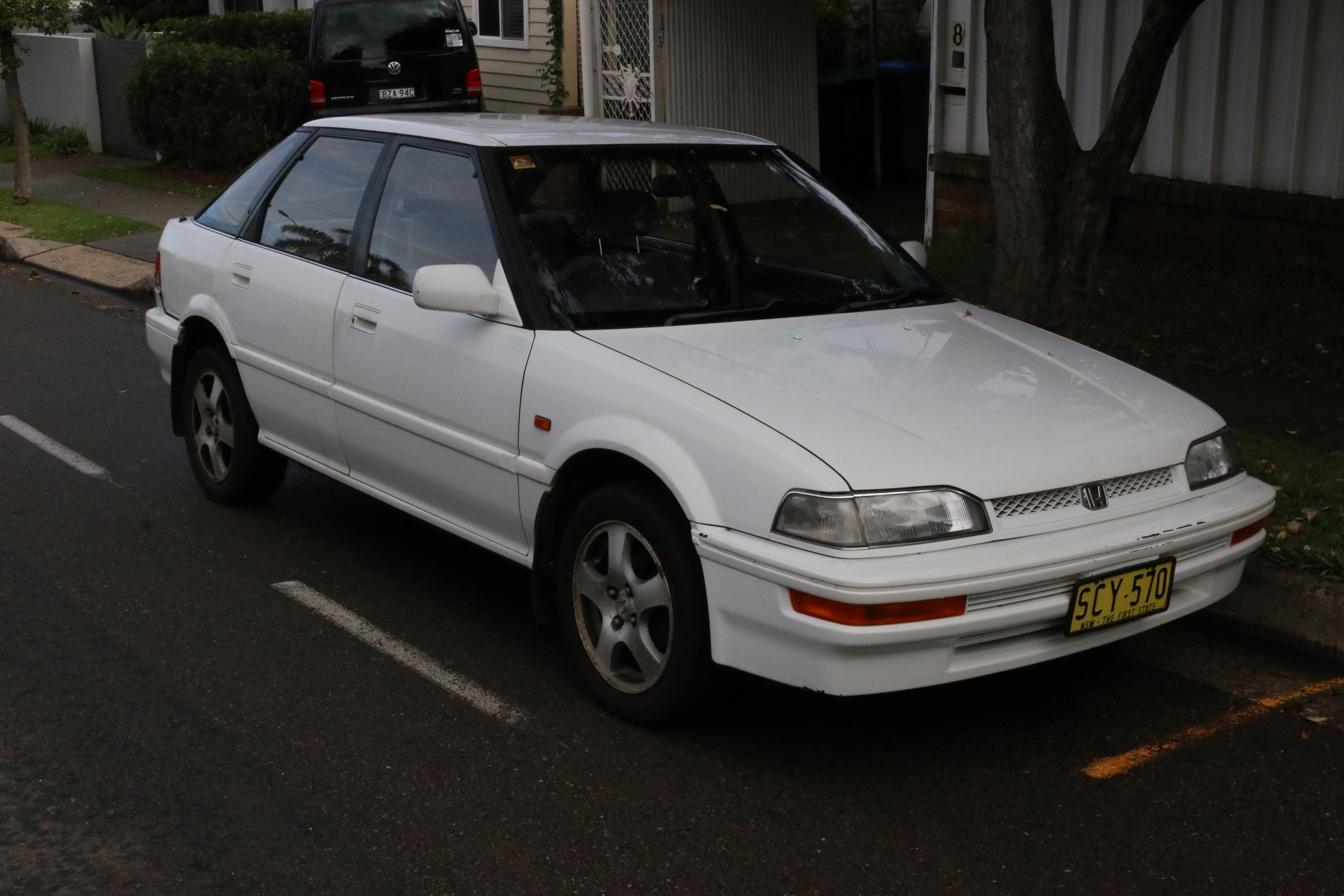
Дорестайлинговый Honda Concerto в кузове лифтбек (Австралия)
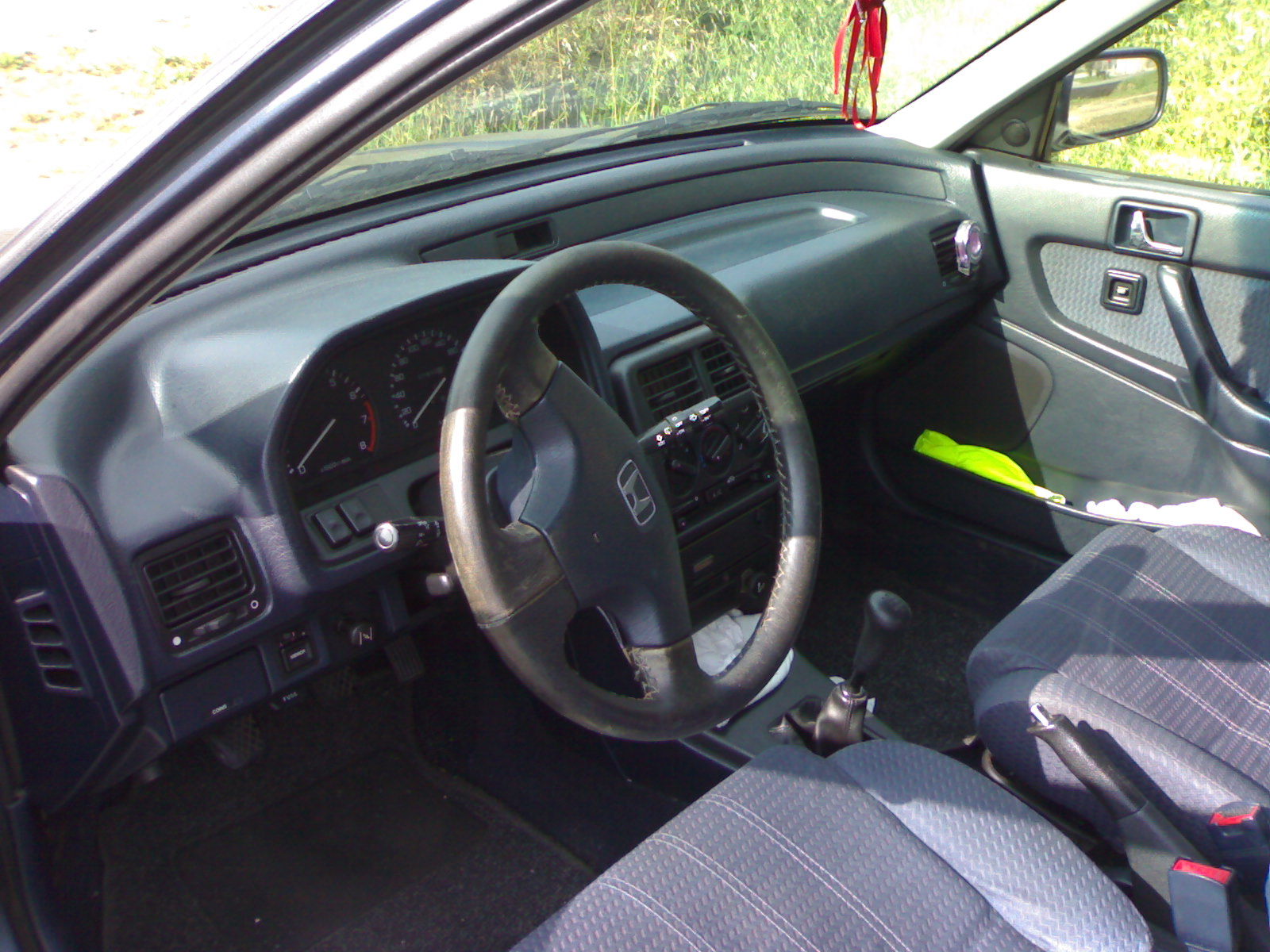
Интерьер
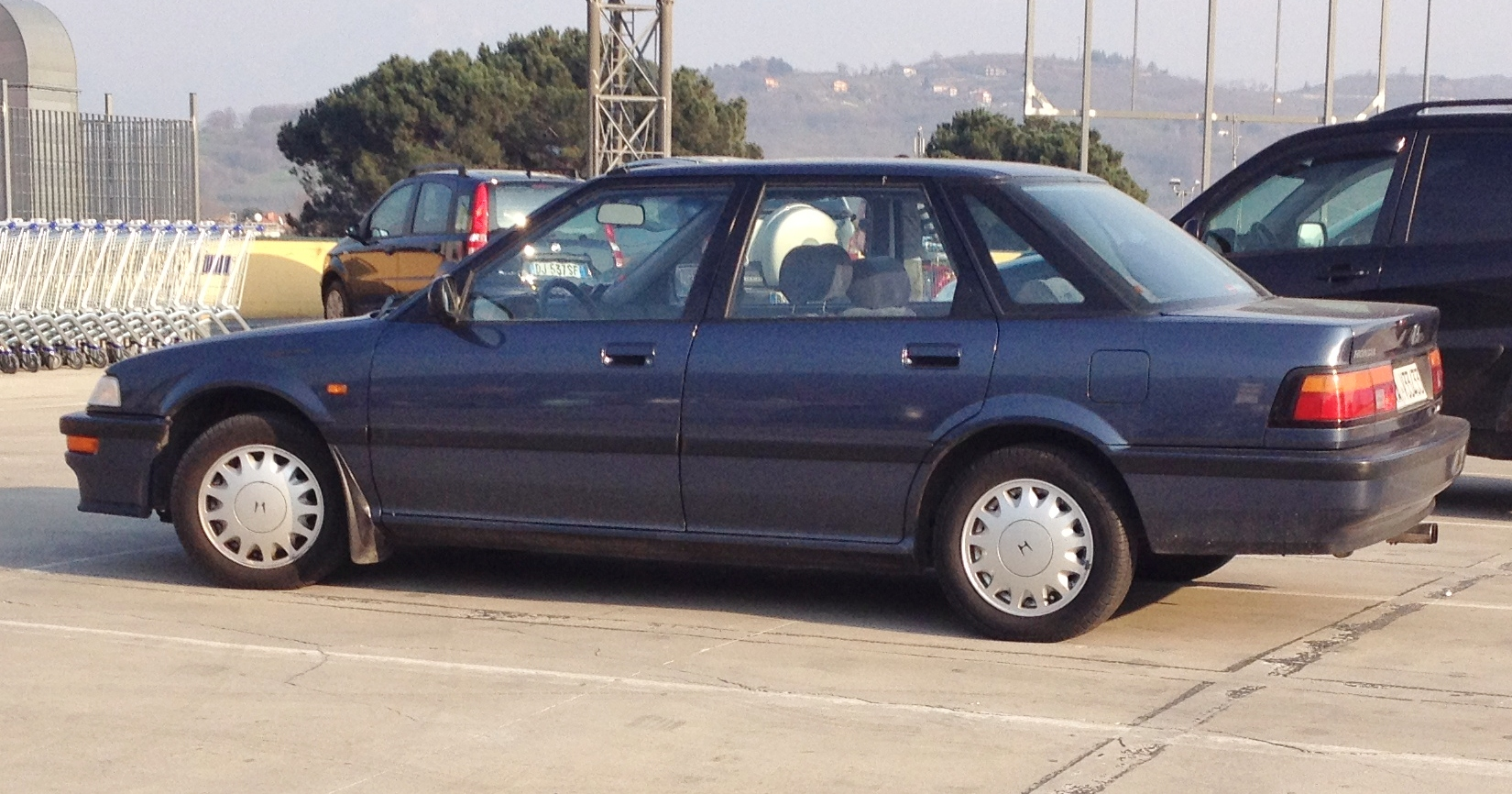
Дорестайлинговый Honda Concerto в кузове седан (Италия)
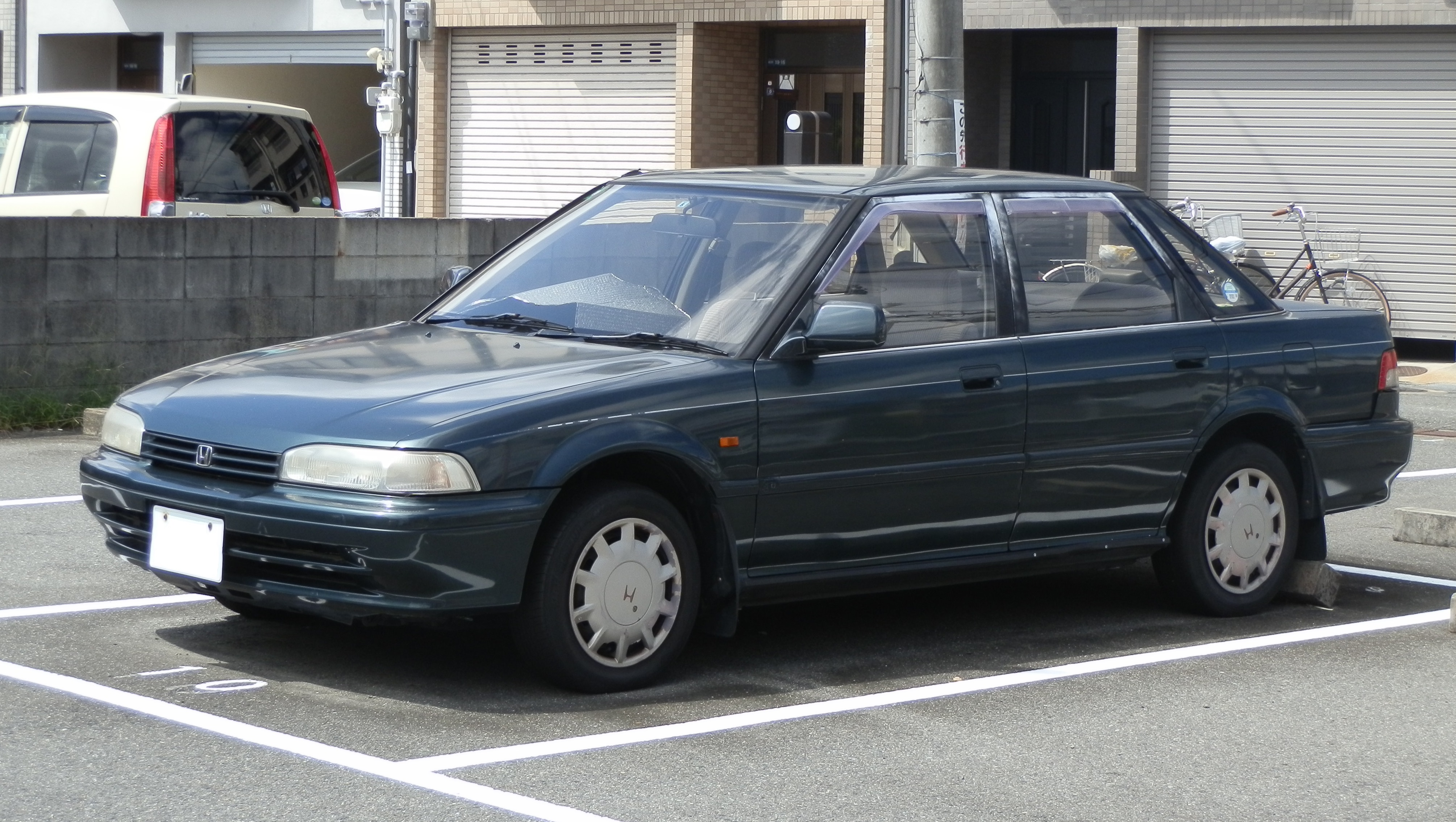
Рестайлинговый Honda Concerto в кузове седан (JDM)